# The Warrens of Virginia
The Warrens of Virginia é um filme de drama produzido nos Estados Unidos e lançado em 1915.